# Place Tina-Turner
La place Tina-Turner est une voie située dans le 13e arrondissement de Paris.

## Situation et accès
La place est située entre le parvis Alan-Turing et l'avenue de France, à hauteur du numéros 187 et 189.

## Origine du nom
Depuis le 11 avril 2025, elle porte le nom de la chanteuse Tina Turner (1939-2023).